# لورا مارانو
لورا مارانو (بالإنجليزية: Laura Marano) (ولدت في 29 نوفمبر 1995) ممثلة أمريكية ومغنية، اشتهرت بدورها في بطولة قناة ديزني أوستن & ألي.

## روابط خارجية
- لورا مارانو على موقع IMDb (الإنجليزية)
- لورا مارانو على موقع ميتاكريتيك (الإنجليزية)
- لورا مارانو على موقع روتن توميتوز (الإنجليزية)
- لورا مارانو على موقع قاعدة بيانات الأفلام العربية
- لورا مارانو على موقع ألو سيني (الفرنسية)
- لورا مارانو على موقع ميوزك برينز (الإنجليزية)
- لورا مارانو على موقع تيرنر كلاسيك موفيز (الإنجليزية)
- لورا مارانو على موقع أول موفي (الإنجليزية)
- لورا مارانو على موقع بوكس أوفيس موجو (الإنجليزية)
- لورا مارانو على موقع أول ميوزيك (الإنجليزية)